# 장군면
장군면(將軍面)은 대한민국 세종특별자치시의 면이다.

## 역사
2012년 7월 1일 충청남도 공주시 관할이었던 장기면(長岐面)의 9개 리(도계리, 평기리, 대교리, 봉안리, 금암리, 하봉리, 산학리, 은용리, 송문리)와 의당면(儀堂面) 5개 리(송정리, 송학리, 용암리, 용현리, 태산리)가 합쳐져 '세종특별자치시 장군면'으로 개칭하면서 행정구역이 조정되었다. 장기면 제천리·당암리는 세종특별자치시 다정동 등에 편입되었고, 세종시에 편입되지 않은 구 장기면 3개 리(석장리, 동현리, 송선리)는 법정동으로 변경되어 신설된 행정동 공주시 월송동에 편입되었다.

## 명칭의 유래
금암리에 있는 주산이 봉우리가 장엄하여 장군의 기상이 있다고 하여 '장군산(將軍山)'으로 불리고 있고, 세종특별자치시 명칭의 유래인 조선 세종 재위기에 6진을 개척한 김종서 장군(將軍)의 출생지가 공주시 의당면이고 그의 묘가 장기면 대교리(현 장군면 대교리)에 있으며, 여기에 통합 대상인 의당면과 장기면 주민 간의 화합을 지향하고자 장군면(將軍面)으로 명명하게 되었다.

## 법정리
- 태산리(台山里)
- 용암리(龍岩里)
- 용현리(龍峴里)
- 송학리(松鶴里)
- 송정리(松亭里)
- 송문리(松文里)
- 평기리(坪基里)
- 대교리(大橋里)
- 하봉리(下鳳里)
- 도계리(道溪里)
- 봉안리(鳳安里)
- 은용리(隱龍里)
- 산학리(山鶴里)
- 금암리(錦岩里)

## 교육
- 한국영상대학교 (금암리)

## 기타 시설
- 대전공원묘원 (금암리)